# Ubedelindo Vizconde García
Ubedelindo Vizconde García fue un político peruano.
En las elecciones municipales de 1966 fue elegido Alcalde provincial de Cajamarca por la Coalición APRA-UNO. Su mandato se vio interrumpido con el inicio del Gobierno Revolucionario de las Fuerzas Armadas en 1968. Luego del gobierno militar, fue elegido diputado por Cajamarca en las elecciones generales de 1980 por el Partido Aprista Peruano.